# Le Gourmet solitaire
Le Gourmet solitaire (孤独のグルメ, Kodoku no gurume) est un seinen manga de Jirō Taniguchi mettant en scène un personnage créé par Masayuki Kusumi (久住 昌之, Kusumi Masayuki, surnommé « Qusumi »,), publié au Japon par Fusōsha en 1997 et en France par Casterman en 2005.

## Synopsis
Plongée dans le Japon moderne : un homme d'affaires, qui travaille dans l'import-export profite de ses pauses déjeuner pour savourer dans divers restaurants la gastronomie japonaise. Au total 18 rencontres avec des repas mais aussi avec des lieux distincts et tous pourvus d'une identité unique. On ne sait rien du personnage si ce n'est qu'il travaille dans l'import-export et ne boit pas.

## Personnages
- Goro Inogashira
- Wulang

## Analyse
Chaque chapitre est une invitation à découvrir avec le personnage un nouveau restaurant et un (ou plusieurs) plats japonais, qui font renaître chez lui de vieux souvenirs enfouis sous le poids des ans, ou suscitent de nouvelles pensées sur la vie ou les lieux qui l'entourent. Chaque choix qu'il entreprend se fait de manière précise et parfois lente. Les restaurants ne l’intéressent non pas seulement pour la gastronomie elle-même mais bien également pour le lieu.
Cet homme hésite aussi bien dans la vie que dans le choix des restaurants. L'auteur effectue d'une certaine manière un parallèle entre ces décisions gastronomiques et ces choix plus profonds. Le regret d'un amour de jeunesse l'accompagne le long de l'ouvrage. De la même manière, cette peur de regretter de ne pas avoir choisi le bon restaurant apparaît comme essentielle pour le personnage.

## Suite
Le 26 janvier 2015, Masayuki Kusumi annonce la sortie d'un second volume dans l'année au Japon, regroupant quelques chapitres publiés par intermittence dans le magazine Weekly Spa! (Fusōsha) depuis 1997. En 2016, Casterman publie la version française de cette suite, intitulée Les Rêveries d'un gourmet solitaire.

## Adaptation
Le manga est adapté en un drama de douze épisodes par saisons avec Yutaka Matsushige en tant qu'acteur principal et Winston Chao dans le rôle de Wulang, diffusé sur TV Tokyo à partir de 2012. La série télévisée en est à sa dixième saison en 2022.
Le scénariste de la série, Masayuki Kusumi, apparaît à la fin de chaque épisode au sein d'un aparté nommé Furatto Qusumi (ふらっと Qusumi, littéralement « Kusumi, au petit bonheur la chance ») afin de présenter le restaurant qui aura servi de décor à l'épisode. C'est l'occasion pour lui de discuter avec les tenanciers, et de faire découvrir les spécialités du lieu.

## Distinctions
En 2015, ce recueil reçoit le prix Peng ! du meilleur manga du Japon ou d'Asie orientale en Allemagne.
En 2016, le manga est nommé pour le Prix culturel Osamu Tezuka.